# Локацков, Филипп Иванович
Филипп Иванович Локацков (1881, Миньярский завод, Уфимский уезд, Уфимская губерния, Российская империя — 30 октября 1937, Москва, РСФСР) — советский партийный и государственный деятель, председатель Уральского облисполкома (1926—1928). 

## Биография
Родился в рабочей семье. Образование начальное. С 14 лет работал на Миньярском заводе.
Член РСДРП с 1904 года. Один из руководителей Миньярской организации большевиков и боевой дружины, участник Первой русской революции.
В 1905—1906 годах находился в тюрьме. Делегат конференции военных и боевых организаций РСДРП в Таммерфорсе (1906). В 1912 году сослан в Сибирь на каторжные работы, бежал.
Участник Октябрьской революции 1917 года — председатель делового совета Симского горного округа Уфимской губернии. С лета 1918 — на нелегальной партийной работе, один из руководителей Миньярской организации, член партийного центра РКП(б) в Уфе, председатель штаба при нем.
С января 1919 года — председатель Уфимского городского комитета РКП(б), член Уфимского губревкома. Участник Гражданской войны. С марта 1919 года — военком отдела снабжения штаба 5-й армии. Участвовал в работе Сибирского (Урало-Сибирского) бюро ЦК РКП(б). В июне—июле 1919 года — член РВС 5-й, в 1919—1920 годах — 3-й (1-й трудовой) армий.
В 1921 году — в Сиббюро ЦК РКП(б) в Омске, председатель промбюро Урала, уполномоченный Народного комиссариата внешней торговли РСФСР в Сибири. С лета 1922 года — председатель синдиката «Уралмет».
В 1923—1924 годах — председатель Уральского областного Совета народного хозяйства.
В 1926—1928 годах — председатель исполнительного комитета Уральского областного Совета.
В 1928—1929 годах — член Президиума ВСНХ СССР, начальник Главного управления цветной металлургии ВСНХ СССР. В 1929—1930 годах — начальник Лесного объединения ВСНХ РСФСР, в 1929—1930 годах — третий заместитель председателя ВСНХ РСФСР.
В 1932—1935 годах — начальник Главлесдрева Народного комиссариата лесной промышленности РСФСР, в 1936—1937 годах — Главный арбитр Народного комиссариата лесной промышленности РСФСР.
Кандидат в члены ЦК ВКП(б) (1927—1930). Член ВЦИК и ЦИК СССР. 
Арестован 2 июля 1937 года, 29 октября того же года Военной коллегией Верховного суда СССР приговорен к расстрелу по обвинению в участии в работе контрреволюционной организации. Определением Военной коллегией Верховного суда СССР от 16 июля 1957 года реабилитирован. 
Делегат XIV и XV съездов ВКП(б). В 1927—1930 годах — кандидат в члены ЦК партии. Член ВЦИК и ЦИК СССР.
Именем Локацкова названа улица в Миньяре.